# Masanori Yusa
Masanori Yusa (Japans: 遊佐正憲, Yusa Masanori) (Tadotsu (Prefectuur Kagawa), 20 januari 1915 – 8 maart 1975) was een Japans zwemmer.
Masanori Yusa nam tweemaal deel aan de Olympische Spelen; in 1932 en 1936. In 1932 nam hij deel aan het onderdeel 4x200 meter vrije slag. Hij maakte deel uit van het team dat het goud wist te veroveren. In 1936 wist hij wederom het goud te winnen op de 4x200 meter vrije slag, en won hij het zilver op de 100 meter vrije slag.

## Carrière hoogtepunten
- 1932 Olympische Spelen 4×200 meter vrije slag - 8:58.4 (wereld record)
- 1936 Olympische Spelen 100 meter vrije slag - 57.9
- 1936 Olympische Spelen 4×200 meter vrije slag - 8:51.5 (wereld record)